# Smirak
Smirak (grč. σμυρίς) ili šmirak je vrlo tvrd sitnozrnati mineralni agregat korunda uz primjese magnetita, hematita i kremena (kvarca), plavosive do crne boje, tvrdoće na Mohsovoj ljestvici od 8 do 8,5. Bogata ležišta smirka nalaze se u Grčkoj, Maloj Aziji i Sjevernoj Americi. U nas ga ima u Dalmaciji. Najbolje vrste vade se u Grčkoj na otoku Naksu. Upotrebljava se kao sredstvo za brušenje metala, stakla, drva, kamena i drugog. Na tržište dolazi u obliku praha, klasiran prema krupnoći zrna, u obliku paste i zalijepljen na papir ili platno. Krivotvori se mnogo drugim, mekanijim materijalima: staklom, kremenim pijeskom i sličnim.

## Brusna ploča
Brusna ploča ili brusno kolo se sastoji od:
- sredstava za brušenje ili abraziva, koja mogu biti prirodna ili umjetna, i
- vezivnog sredstva, koja mogu biti neorganska ili organska.

### Prirodna sredstva za brušenje
Prirodna sredstva za brušenje su:
- prirodni korund koji sadrži veliki postotak aluminijevog oksida,
- smirak ili šmirak je smjesa aluminijevog oksida i magnetno željezne rude s hematitom, kvarcom i raznim silikatima,
- kvarc koji može biti čisti ili obojen oksidom metala; služi za brušenje metala, drveta, stakla i kamena,
- dijamant, koji služi za najfinije brušenje, naročito tvrdih predmeta.[2]

## Vanjske poveznice
|  | Zajednički poslužitelj ima još gradiva o temi Smirak |